# Etheostoma acuticeps
Etheostoma acuticeps är en fiskart som beskrevs av Bailey, 1959. Etheostoma acuticeps ingår i släktet Etheostoma och familjen abborrfiskar. IUCN kategoriserar arten globalt som nära hotad. Inga underarter finns listade i Catalogue of Life.